# Anton Eitler
Anton Eitler (* 8. April 1882 in Traiskirchen; † 13. Dezember 1957) war ein österreichischer Politiker und Weinhauer. Eitler war von 1934 bis 1938 Abgeordneter zum Landtag von Niederösterreich.
Eitler war als Weinhauer in Traiskirchen tätig und bot in Zusammenarbeit mit der Landes-Landwirtschaftskammer Kellereikurse an. Er war politisch als Gemeinderat aktiv und hatte verschiedene Funktionen in landwirtschaftlichen Organisationen inne. Während der Zeit des Austrofaschismus vertrat Eitler den Stand der Land- und Forstwirtschaft zwischen dem 22. November 1934 und dem 12. März 1938 im Niederösterreichischen Landtag. 